# Conie (Loir)
Die Conie ist ein Fluss in Frankreich, der in der Region Centre-Val de Loire verläuft. Sie entspringt einer Karstquelle im Gemeindegebiet von Villeneuve-sur-Conie und entwässert generell Richtung Nordwest. Bei Nottonville mündet von rechts das gleichnamige Flüsschen Conie. Der Hauptfluss mündet nach rund 32 Kilometern unterhalb von Donnemain-Saint-Mamès als linker Nebenfluss in den Loir.
Auf seinem Weg durchquert die Conie die Départements Loiret und Eure-et-Loir.

## Orte am Fluss
- Villeneuve-sur-Conie
- Péronville
- Varize
- Nottonville
- Conie-Molitard
- Moléans
- Donnemain-Saint-Mamès